# Leopold VI. Babenberský
Leopold VI. Babenberský (15. října 1176 – 28. červenec 1230 San Germano) byl vévodou štýrským od roku 1194 (po smrti otce), vévodou rakouským od roku 1198 (po smrti bratra). Byl druhorozeným synem Leopolda V. z rodu Babenberků.

## Život
V roce 1194 se Leopold na rozdíl od svého otce a staršího bratra Fridricha zúčastnil výpravy císaře Jindřicha do jižní Itálie a Sicílie.
| „         | Na té výpravě byl mezi jinými knížaty syn vévody Leopolda, zvaný jménem svého otce, který, ačkoli dosud nepřijal rytířskou hodnost, přece nevykonával rytířskou službu o nic hůře. | “ |
| — Ansbert | |   |

V době Leopolda VI. pokračoval babenberský zájem o oblast Středomoří. Snad z toho důvodu Leopold zrušil zasnoubení s dcerou českého krále Přemysla Otakara I. a v roce 1203 se po vzoru svého děda Jindřicha Jasomirgotta oženil s byzantskou princeznou Theodorou, vnučkou (či snad praneteří?) byzantského císaře Izáka II. Angela.
Ve sporech mezi Štaufy a Welfy na přelomu 12. a 13. století stál na štaufské straně a teprve po smrti Filipa Švábského přešel na stranu Oty IV. V létě roku 1211 se přidal spolu s bavorským vévodou Ludvíkem ke vznikajícímu „společenství“ císařových nepřátel v jehož jádru stál český král Přemysl Otakar I. Začátkem září se spolu s ostatními sešel v Norimberku, kde zvolili (či spíše předběžně vyvolili) sicilského krále Fridricha za německého císaře. Poté, co se ale císař Ota urychleně vrátil do Německa, Leopold ale znovu vystoupil na jeho straně.

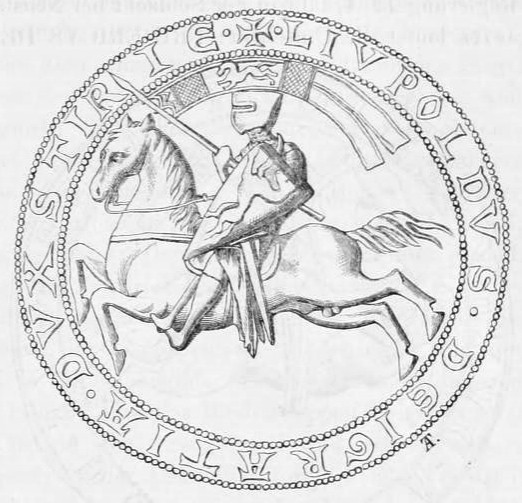
Druhý typ jezdecké pečetí Leopolda VI.

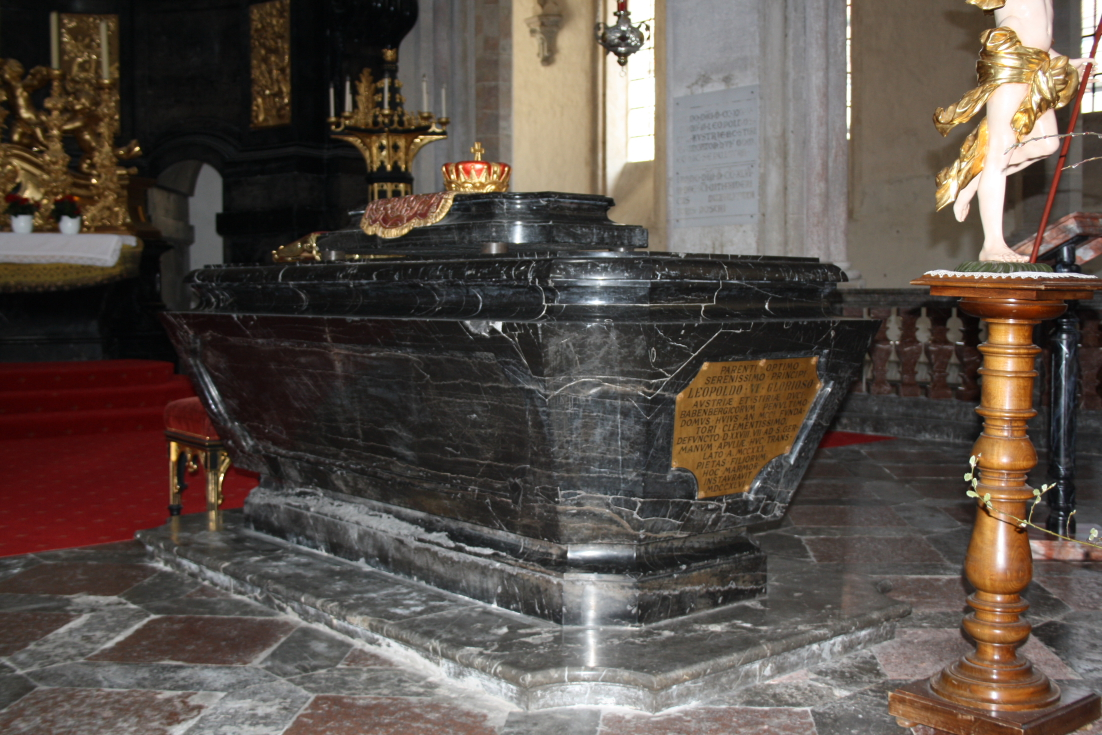
Barokní sarkofág Leopolda VI. a jeho dcery Markéty Babenberské před oltářem klášterního kostela v Lilienfeldu

V roce 1217 se zúčastnil křížové výpravy do Svaté země. Také se podílel na protikatarském tažení do jižní Francie.
Pravděpodobně v roce 1219 přijela na Leopoldův dvůr Anežka, dcera českého krále Přemysla Otakara I. Měla si zde „zjemnit dvorské mravy“ před plánovaným sňatkem s Jindřichem VII., synem císaře Fridricha II. Rakouský vévoda se však těžko smiřoval s myšlenkou, že dcera českého krále se měla stát manželkou budoucího římského císaře. S pomocí Ludvíka Durynského se mu podařilo dosáhnout, že z plánovaného sňatku sešlo a za Jindřicha se v listopadu 1225 v Norimberku provdala Leopoldova dcera Markéta. Zároveň se jeho syn Jindřich oženil s Ludvíkovou sestrou Anežkou Durynskou.
Zemřel 28. června 1230 při mírovém jednání v San Germanu. Zatímco měkké tkáně byly pohřbeny v Monte Cassinu, jeho kosti byly převezeny a pohřbeny před hlavním oltářem kostela v cisterciáckém klášteře Lilienfeld, který roku 1202 založil. V téže hrobce, opatřené v baroku sarkofágem z černého mramoru, je pohřbena i jeho dcera Markéta.

## Odraz v umění
- Gotické iluminované rukopisy: bývá zařazen do vyobrazení rodokmene Babenberků
- Gotické sklomalby (vitráže) tzv. Laxenburského okna z doby kolem roku 1300, nyní v městském farním kostele sv. Jiljí a Kolomana ve Steyru, pocházejí z kláštera v Klosterneuburgu, (detail zde v infoboxu)
- Barokní socha po straně portálu klášterního kostela v Lilienfeldu
- Mramorový romantický pomník z Alžbětina mostu ve Vídni, v parku před radnici, z r. 1867, autor Johann Preleuthner
- Secesní reliéfy postav Leopolda VI. a jeho manželky, defilující mezi říšskými osobnostmi na orloji v Ulmu

### česká beletrie
Leopold VI. vystupuje v historických románech:
- Vlastimila Vondrušky Přemyslovská epopej I., (1. vydání Praha 2011)
- Ludmily Vaňkové Dítě z Apulie, (1. vydání Praha 2011).